# Ribbleton
Ribbleton är en stadsdel i Preston, i distriktet Preston, i grevskapet Lancashire, i England. Stadsdelen hade 13 838 invånare år 2021. Ribbleton var en civil parish 1866–1934 när blev den en del av Preston och Fulwood. Civil parish hade 128 invånare år 1931.